# Artère poplitée
L'artère poplitée est une artère du membre inférieur située dans la fosse poplitée à l'arrière du genou.

## Étymologie
Le terme poplitée vient du latin poplitis signifiant jarret.

## Origine
L'artère poplitée est le prolongement de l'artère fémorale au niveau du hiatus adducteur.

## Trajet
L'artère poplitée descend verticalement dans la fosse poplitée pour se terminer au niveau de l'arcade tendineuse du muscle soléaire où elle se divise en artère tibiale antérieure et artère tibiale postérieure.

### Remarque terminologique
La partie de l'artère tibiale postérieure avant la naissance de l'artère fibulaire est parfois appelée tronc tibio-fibulaire.

## Branches collatérales
Les collatérales principales de l’artère poplitée sont des rameaux à destination des structures tissulaires du genou et du réseau articulaire du genou. 
Les collatérales de l’artère poplitée sont :
- l'artère supéro-latérale du genou,
- l'artère supéro-médiale du genou,
- l'artère moyenne du genou,
- les deux artères surales médiale et latérale,
- l'artère inféro-latérale du genou,
- l'artère inféro-médiale du genou.

Dans la littérature, on retrouve également l'artère petite saphène de Salvi (ou artère saphène externe) issue directement de l'artère poplitée ou d'une des artères surales. Elle est satellite de la veine petite saphène. Cette artère n'est pas répertoriée dans les nomenclatures TA98 et TA2.

## Aspect clinique

### Pouls poplité
L'artère poplitée peut être utilisée pour percevoir le pouls poplité. L'artère étant profonde, il peut être difficile de le percevoir. La palpation de ce pouls est généralement effectuée avec la personne en position couchée, le genou fléchi pour détendre le fascia poplité et les muscles ischio-jambiers. Les pulsations sont mieux ressenties dans la partie inférieure de la fosse où l'artère poplitée est en relation avec le tibia. L'affaiblissement ou la perte du pouls poplité est le signe d'une obstruction de l'artère fémorale.

### Anévrisme poplité
L'artère poplitée peut être le siège d'un anévrisme. Il provoque généralement un œdème et une douleur dans la fosse poplitée. 

### Fracture du fémur
Étant donné que l'artère est étroitement appliquée à la surface poplitée du fémur et à la capsule articulaire, l'artère poplitée est vulnérable en cas de  fracture du fémur distal ou de luxation du genou.
La lésion conjointe de l'artère et de la veine peut entraîner une fistule artério-veineuse.